# اعتصاب رانندگان و کارگران شرکت واحد اتوبوسرانی ۱۴۰۱ تهران
در ادامه اعتصاب رانندگان شرکت واحد اتوبوسرانی تهران در سال ۱۴۰۰، از روز یکشنبه ۲۶ اردیبهشت گروهی از رانندگان و کارگران شرکت واحد اتوبوسرانی تهران، در اعتراض به نادیده گرفتن «مصوبه مزد شورایعالی کار و اعمال ۱۰ درصد افزایش حقوق برای کارگران شرکت واحد» به کارشان توقف زده و دست به اعتصاب و تحصن زدند. رانندگان و کارگران این شرکت مقابل ورودی واحد سوم اداره مرکزی شرکت تجمع کرده و شعارهایی برای دریافت مطالبات حقوقی خود سردادند.

## روزشمار
روز یکشنبه ۲۵ اردیبهشت اعتصاب رانندگان شرکت واحد اتوبوسرانی تهران آغاز شد.
روز دوشنبه ۲۶ اردیبهشت نیز گروهی از رانندگان اتوبوس‌های بی‌آرتی تهران در اعتراض به مشکلات معیشتی و اجرا نشدن مصوبه افزایش ۵۷ درصدی حقوق کارگران در شهرداری، اعتصاب کردند.
رانندگان معترض روز دوشنبه در جریان برگزاری تجمع اعتراضی خود مقابل ساختمان این شرکت، شعارهایی همچون «شهردار بی‌لیاقت، استعفا، استعفا» سر دادند.
صبح سه‌شنبه، ۲۷ اردیبهشت، نیز اعتصاب رانندگان شرکت واحد اتوبوسرانی تهران ادامه یافت. کارکنان این شرکت می‌گویند تا تحقق مطالبات و آزادی کامل همکاران زندانی خود به اعتصاب خود ادامه خواهند داد.
شب چهارشنبه ۲۸ اردیبهشت، حسن سعیدی، از اعضای سندیکای کارگران شرکت واحد، توسط نیروهای امنیتی در منزل خود بازداشت شد. بعد از بازداشت وی، مأموران ضمن تفتیش منزل، تلفن همراه او و سایر اعضای خانواده را ضبط کرده و با خود برده‌اند.
یکشنبه ۲۲ خرداد جمعی از رانندگان بازنشسته خطوط بی آرتی در مقابل سامانه ۳ اتوبوسرانی شرکت واحد تهران تجمع اعتراضی برپا کرده وخواستار رسیدگی به درخواستهای خود شدند.

## مطالبات
بنا بر مصوبه شورای عالی کار، حقوق کارگران در سال ۱۴۰۱ باید دست‌کم ۵۷ درصد افزایش پیدا کند. کارگران می‌گویند با توجه به موج گرانی‌ها در ماه‌های اخیر، افزایش ۵۷ درصدی حقوق کارگران هم در قدرت خرید آنان تأثیر چندانی ندارد؛ با این حال هستند کارگرانی که یا به حقوقشان اضافه نشده یا اینکه شهرداری در سال جدید حقوق آنان را فقط ۱۰ درصد افزایش داده‌است.

## پیامدها
به دنبال اعتصاب گسترده رانندگان خطوط بی‌آرتی تهران، گزارش‌هایی از از شلوغی و بلاتکلیفی مسافران در خیابان‌های اصلی شهر از جمله خیابان ولیعصر، میدان ونک و از کارافتادن سیستم حمل و نقل شهری منتشر شد.